# Сан-Педро-Почутла
Сан-Педро-Почутла (исп. San Pedro Pochutla)  —   муниципалитет в Мексике, входит в штат Оахака. Население — 38 798 человек (на 2005 год).